# Кларк Хъл
Кларк Лиънард Хъл (на английски: Clark Leonard Hull) е влиятелен американски психолог, който се опитва да обясни ученето и мотивацията чрез научните закони на поведението.
Най-важният му принос е неговата теория за ученето, която се приема за една от най-важните теории за ученето на 20 век. През по-голямата част от кариерата си се занимава с разработването на теория за ученето и с експериментални изследвания в нейна подкрепа.
Теорията на Хъл е в основата си S-R (стимул-реакция) теория и отразява някои влияния от бихевиористичните идеи на Джон Уотсън. Повлиян е също от Иван Павлов и работата му върху условния рефлекс, който според него е проста форма на учене, на чиято основа могат да се изградят по-сложните типове учене. Концепцията за импулсите и тяхното редуциране става важен аспект от теорията на Хъл. Той разглежда и влиянията от средата: те са входящите, а реакциите на организма са изходящите данни.
Формулата на Хъл за определянето на мотивацията е следната: sEr = sHr * D
sEr = възбуждащ потенциал (вероятност, че организма ще произведе отговор "r" на стимул "s")
sHr = сила на навика (произлиза от предишни условни опити)
D = сила на драйва (определяна, например, от часовете на лишаване от храна, вода и така нататък.
По-късно се добавят още фактори към формулата и тя придобива следния вид: sEr = V x D x K x J x sHr – sIr – Ir – sOr – sLr
Където "V" е интензивността на стимула;
„К“ е поощряваща мотивация (големината или качеството на подкреплението);
"J" е поощрение, базиращо се на забавянето на подкреплението;
"Ir" е реактивна задръжка (например умора);
"sIr" е условна задръжка (поради предишна неподкрепа на реакцията "r");
"sLr" е праг на реакцията (най-малкото подкрепление, което ще доведе до учене);
"sOr" е моментно поведенческо колебание (грешка).
Формулирането на хипотетико-дедуктивна теория за ученето включва серия от постулати, които трябва да бъдат проверени експериментално. Окончателното формулиране на теорията се състои от 18 постулата и 12 заключения, изложени едновременно и в математически, и във вербален вид. Теорията на Хъл включва и опосредстващи променливи – конструкти, които се приемат, но в действителност никога не са обект на експериментална верификация.

## Книги
- Mathematico-Deductive Theory of Rote Learning (1940)
- Principles of Behavior (1943)